# Mecz Gwiazd PlusLigi Kobiet
Mecz Gwiazd PlusLigi Kobiet – mecz najlepszych zawodniczek polskiej żeńskiej ligi siatkówki, wybieranych w głosowaniu przez internautów. W historii Ligi Siatkówki Kobiet odbyły się dwa mecze gwiazd, w sezonach 2008/2009 i 2009/2010.

## Sezon 2008/2009
Po raz pierwszy mecz odbył się 3 stycznia 2009 roku w Nowym Sączu. Zagrały ze sobą siatkarki zespołów z północy i południa Polski. W meczu nie było przerw technicznych, a zawodniczki zagrały w swoich klubowych strojach, co kilkakrotnie sprawiało kłopoty protokolantom. Hasłem meczu było: „Siatkarki, siatkarkom”, a całkowity dochód przeznaczony został na pomoc zawodniczkom znajdującym się w ciężkiej sytuacji życiowej.
| Północ | 1:3 (20:25, 25:23, 22:25, 10:25) | Południe |

Miejsce: Hala Widowiskowo Sportowa w Nowym Sączu
| Skład zespołu Północy: | Skład zespołu Południa: |
| --- | --- |
| - PTPS Farmutil Piła: Klaudia Kaczorowska, Michela Teixeira, Agnieszka Kosmatka, Paulina Maj, Milena Sadurek, Agnieszka Bednarek, Alena Hendzel - AZS Białystok: Agata Karczmarzewska, Dominika Koczorowska, Izabela Żebrowska - SSK Calisia Kalisz: Anna Woźniakowska, Magdalena Godos | - Muszynianka Fakro Muszyna: Mariola Zenik, Milena Rosner, Joanna Mirek, Sylwia Pycia, Izabela Bełcik, Kamila Frątczak - Aluprof Bielsko-Biała: Anna Barańska, Helena Horka, Eleonora Dziękiewicz, Katarzyna Skorupa, Katarzyna Gajgał, Natalia Bamber |
| trenerzy: Jerzy Matlak (Farmutil Piła) Piotr Makowski (Centrostal Bydgoszcz) | trenerzy: Igor Prieložný (Aluprof Bielsko-Biała) Bogdan Serwiński (Muszynianka Fakro Muszyna) |

## Sezon 2009/2010
Drugie spotkanie odbyło się 13 lutego 2010 roku, pomiędzy zespołami Wschodu i Zachodu, mecz odbył się na warszawskim Torwarze, przed Meczem Gwiazd mężczyzn. Zawodniczki „Zachodu” wystąpiły w biało-czerwonych, natomiast „Wschodu” – w czerwono-czarnych strojach. Zamiast nazwisk na koszulkach widniały pseudonimy siatkarek.
Do rozgrywki wprowadzono pewne modyfikacje:
- grano do 2 zwycięskich setów,
- „trzecia linia”, czyli linia 4. metra, zza której atak był dwupunktowy,
- libero mogła atakować,
- nieograniczona liczba zmian (z drużyną „Zachodu” zagrał przez chwilę jej trener, Mariusz Wiktorowicz).

| Wschód | 1:2 (25:23, 16:25, 9:15) | Zachód |

Miejsce: Hala Torwar w Warszawie
| Skład zespołu Wschodu: | Skład zespołu Zachodu: |
| --- | --- |
| - Bank BPS Muszynianka Fakro Muszyna: Izabela Bełcik, Aleksandra Jagieło, Agnieszka Bednarek-Kasza, Marta Solipiwko, Joanna Mirek, Sylwia Pycia, Anna Witczak, Mariola Zenik - ENION Energia MKS Dąbrowa Górnicza: Marta Haładyn, Ewelina Sieczka - Organika Budowlani Łódź: Katarzyna Zaroślińska | - BKS Aluprof Bielsko-Biała: Katarzyna Skorupa, Anna Barańska, Eleonora Dziękiewicz, Natalia Bamber, Helena Horka - IMPEL Gwardia Wrocław: Zuzanna Efimienko, Joanna Wołosz, Bogumiła Barańska - PTPS Piła: Paulina Maj, Agnieszka Kosmatka, Klaudia Kaczorowska GCB Centrostal Bydgoszcz: Katarzyna Mróz |
| trenerzy: Bogdan Serwiński (Bank BPS Muszynianka Fakro Muszyna) Waldemar Kawka (ENION Energia MKS Dąbrowa Górnicza) | trenerzy: Mariusz Wiktorowicz (BKS Aluprof Bielsko-Biała) Wiesław Popik (Organika Budowlani Łódź) |

### Wyróżnienia indywidualne
- MVP Wschodu: Sylwia Pycia
- MVP Zachodu: Natalia Bamber
- Zwyciężczyni konkursu o „Złotą Tarczę”: Joanna Mirek